# Matti Rönkä

Matti Rönkä 2006

Matti Rönkä (* 9. September 1959 in Kuusjärvi, Nordkarelien, Finnland) ist ein finnischer Journalist und Kriminalschriftsteller.

## Leben
Rönkä studierte Staatswissenschaften, schloss mit dem  Master-Titel ab und besuchte die Journalistenschule der Helsingin Sanomat. Seit 1990 arbeitet er für die finnischen Fernsehnachrichten YLE bei TV1, aktuell ist er Leiter der Nachrichtenredaktion. Er lebt mit seiner Frau Suvi Ahola, die ebenfalls Autorin ist, und seinen drei Kindern in Helsinki.
In seiner finnischen Heimat und auch darüber hinaus gilt Matti Rönkä als sehr renommierter Schriftsteller. Letztlich verdankt er dies der Vielfältigkeit seines ungewöhnlichen Romanprotagonisten: Viktor Kärppä, ehemals Geheimdienstmitarbeiter, Gauner und späterhin auch Informant der Polizei, gewinnt als Antiheld die Sympathie der Leser.

## Auszeichnungen
- 2006 Finnischer Krimipreis – Kategorie National (Vuoden johtolanka)  für Tappajan näköinen mies (dt. Der Grenzgänger)
- 2007 Skandinavischer Krimipreis (Glasnyckeln) für Ystävät kaukana (dt. Russische Freunde)
- 2007 Deutscher Krimipreis – Kategorie International 3 für Der Grenzgänger (Original:  Tappajan näköinen mies)
- 2008 Krimi des Jahres 2007 (Platz 2) in der KrimiWelt-Bestenliste für Der Grenzgänger

## Werke
- 2002 Tappajan näköinen mies (dt. Der Grenzgänger. Grafit, Dortmund 2007, ISBN 978-3-89425-652-4)
- 2003 Hyvä veli, paha veli (dt. Bruderland. Grafit, Dortmund 2008, ISBN 978-3-89425-656-2)
- 2005 Ystävät kaukana (dt. Russische Freunde. Bastei Lübbe, Köln 2010, ISBN 978-3-7857-6022-2)
- 2007 Mies rajan takaa (Sammelband der ersten drei Romane, als "Finnische Freunde" bei Bastei Lübbe, ISBN 978-3-404-17011-1)
- 2008 Isä, poika ja paha henki (dt. Entfernte Verwandte). Bastei Lübbe, Köln 2010, ISBN 978-3-7857-6042-0)
- 2009 Tuliaiset Moskovasta (dt. Zeit des Verrats. Bastei Lübbe, Köln 2012, ISBN 978-3-7857-6069-7)
- 2011 Väärän maan vainaja